# Педру ди Араужу Лима, виконт ди Олинда

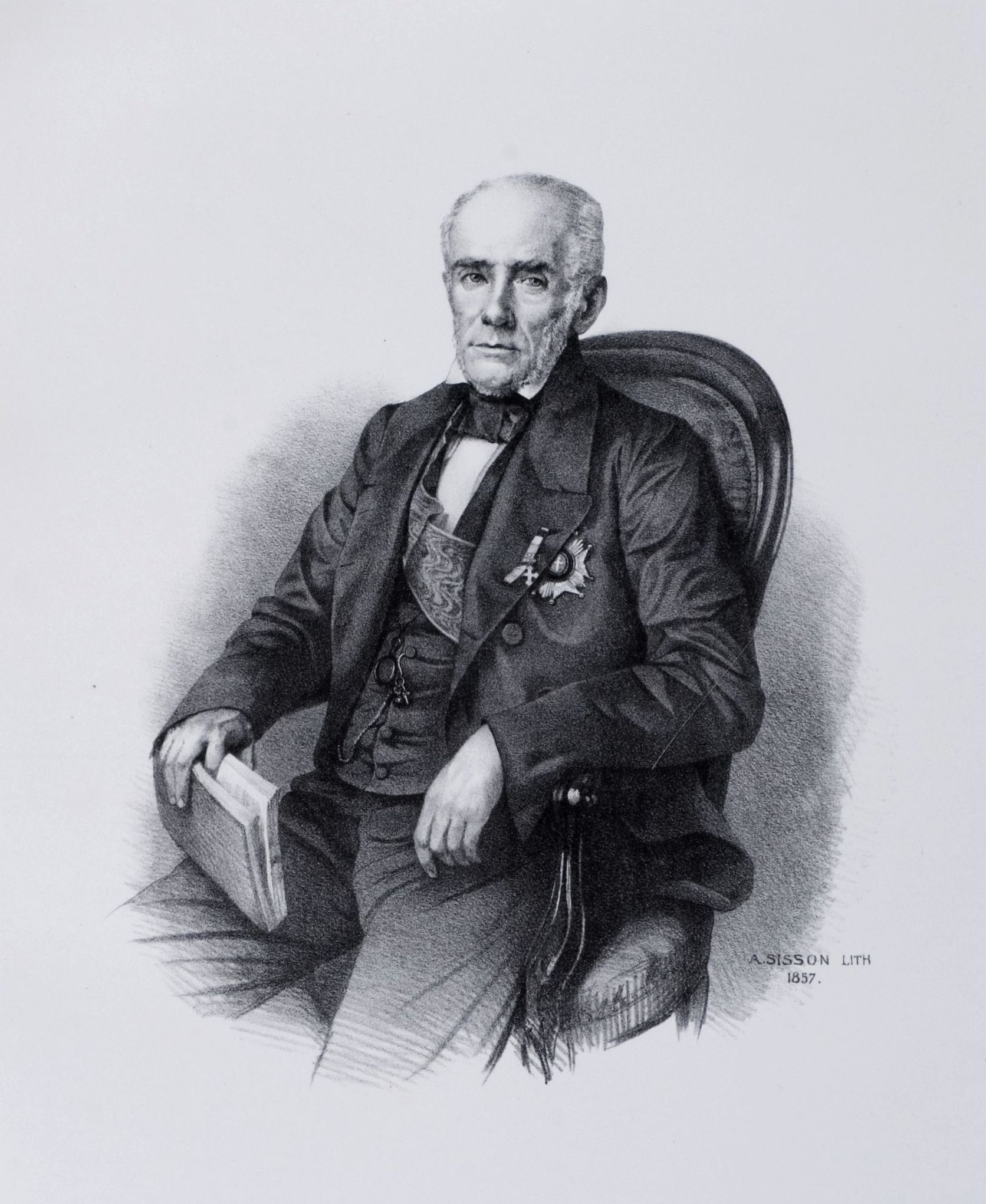

Педру ди Араужу Лима, виконт ди Олинда (порт. Pedro de Araújo Lima; 22 декабря 1793, Пернамбуку, Колониальная Бразилия — 7 июня 1870, Рио-де-Жанейро, Бразильская империя) — бразильский политический, государственный и дипломатический деятель, регент Бразилии (1837—1841), четырежды занимал пост президента Совета министров Бразилии (29 сентября 1848—8 октября 1849, 4 мая 1857—12 декабря 1858, 30 мая 1862—15 января 1864, 12 мая 1865—3 августа 1866), министр иностранных дел (1832). Председатель Палаты депутатов Бразилии. Один из основателей и член Консервативной партии Бразилии. Доктор права (1819).

## Биография
Монархист. Потомок португальских поселенцев, приехавших в Южную Америку в начале XVI века. Богатая семья владела несколькими плантациями сахарного тростника.
Первоначально получил домашнее образование. Позже до 1817 года изучал право в Университете Коимбры в Португалии. В 1819 году получил докторскую степень по каноническому праву. В том же году вернулся в Бразилию.
Министр финансов Бразилии (1820).
Был депутатом Генерального, Учредительного и Законодательного собрания Бразильской империи. Вице-президент (1831—1832).
Возведён в достоинство виконта ди Олинду (порт. Visconde de Olinda) в 1841 году, в маркиза ди Олинду (порт. Marquês de Olinda) в 1854 году.